# Кабельное телевидение

Схема сети кабельного телевидения

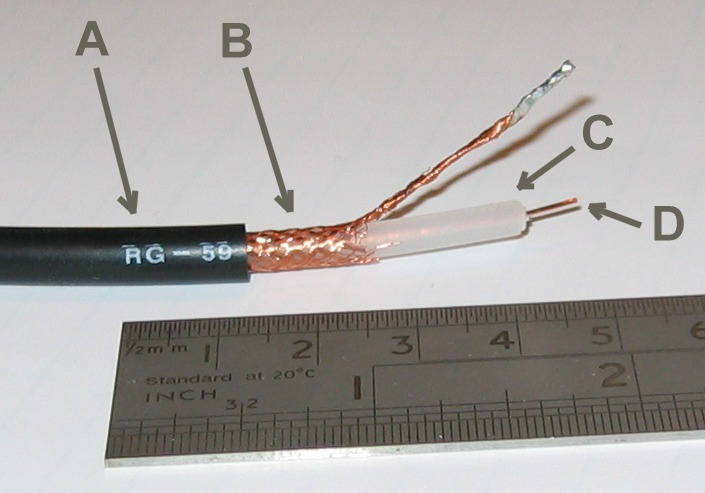
Коаксиальный кабель широко применяется для передачи телесигнала.
А: внешняя пластиковая оболочка; B: медная оплётка; C: внутренний пластиковый изолятор; D: центральный проводник

Ка́бельное телеви́дение — один из вариантов передачи сигнала (как и телевизионного, так и радиосигнала) на расстоянии. Возможна передача как и аналогового, так и цифрового формата.

## История
Впервые в мире кабельное телевидение появилось в Москве, столице СССР, в 1938 году. Но настоящую известность оно получило лишь спустя 10 лет уже в США - весной 1948 года в городе Маханой-Сити, штат Пенсильвания. Как коммерческий бизнес оно стартовало там уже два года спустя, в 1950-м. В 1957 году в США появился первый оператор кабельного телевидения — Jerrold Electronics. В 1968 году всего лишь 6,4 % американцев смотрели кабельное телевидение, в 1978-м — 7,5 %, в 1988-м — 52,8 %, а в 1994-м — уже 62,4 %.
Сети кабельного телевидения начали активно развиваться в США и Европе в 60-70 годы XX века. Однако в СССР первые кабельные телевизионные сети появились в 1982 году в Москве, в 1986-м - в Ленинграде, в 1987-м — в Череповце, в 1988-м — в Норильске; в 1989-м — в Нерюнгри и Ростове-на-Дону; в 1990-м — в Котельниково, Магадане, Набережных Челнах; а в 1991-м — в Волгограде, Коломне, Липецке, Обнинске, Петрозаводске, Туле, Узловой и Уфе. Начиная с 1992 года уже во многих городах России (например, Вязьма, Переславль-Залесский, Протвино) кабельное телевидение получило своё дальнейшее развитие. Долгое время основой кабельных телесетей является коаксиальный кабель. Успешное развитие технологий оптической передачи данных привело к внедрению оптоволокна в сети кабельного телевидения в виде так называемых гибридных волоконно-коаксиальных сетей (IW), в которых сочетаются коаксиальные и волоконно-оптические кабели.

## Устройства передачи сигнала
Современная сеть кабельного телевидения включает головную станцию, магистральные каналы связи, субмагистральные линии и домовые распределительные сети.

## Преимущество
Кабельное телевидение имеет некоторые преимущества над цифровым и спутниковым:
- более высокое качество сигнала;
- высокая помехозащищённость;
- отсутствие проблем с передачей сигнала в городах с плотной многоэтажной застройкой;
- возможность расширения предоставляемых абоненту услуг и количества каналов.
- большое количество телеканалов (зачастую, не менее 60).
- отсутствие дополнительных внешних сооружений для приёма сигнала (нет приёмной антенны (эфирное телевидение) или «тарелки» (спутниковое телевидение)).

## Происхождение названия
В Америке после создания таких сетей они имели название «Cable Television», в связи с передающим сигнал устройством (кабелем). На русский язык название было переведено дословно.
От этого названия произошло и сокращение CATV (Cable Television).